# Hexatoma (Eriocera) meleagris
Hexatoma (Eriocera) meleagris is een tweevleugelige uit de familie steltmuggen (Limoniidae). De soort komt voor in het Oriëntaals gebied.